# Jerzy Kapliński
Jerzy Kapliński (ur. 9 listopada 1909 w Warszawie, zm. 17 września 2003 w Poznaniu) – polski baletmistrz, choreograf, mim, malarz.

## Życiorys
Syn Adama. Występował jako solista zespołów polskich i zagranicznych, latach 1936–1937 w Teatrze Komedii Muzycznej „Lutnia” w Wilnie, w 1937 w Balecie Parnella, w latach 1937–1939 w Teatrze Wielkim w Poznaniu.
Podczas okupacji niemieckiej, w latach 1941–1944 występował na scenach kabaretowych, m.in. w 1941 występował m.in. w teatrzyku rewiowym „Złoty Ul”.
Po wojnie, od 1945 był tancerzem-solistą, a w latach 1946–1949 także choreografem Teatru Wielkiego w Poznaniu. W latach 1949–1951 tancerz-solista i kierownik baletu Opery Śląskiej w Bytomiu, w latach 1954–1958 choreograf Operetki Warszawskiej, w latach 1955–1956 choreograf Zespołu Pieśni i Tańca „Warszawa”. Od 1970 do 1973 zajmował się choreografią w Centralnym Zespole Artystycznym Wojska Polskiego.
W 1983 wystąpił w filmie fabularnym Szkoda Twoich łez w reż. Stanisława Lenartowicza.
Opracował układy choreograficzne m.in.: 
- balety:
  - Harnasie K. Szymanowskiego
  - Swantewit P. Perkowskiego(1948)
  - Złota kaczka J. A. Maklakiewicza (1951)
  - Romeo i Julia P. Czajkowskiego (1963)
- miniatury baletowe
- filmy:
  - Żołnierz królowej Madagaskaru (1958)
  - Chwila tańca (dok. z 1961)
  - Strachy (serial tv z 1979)
  - Szkoda Twoich łez (1983)

W latach 1952–1954 był wykładowcą Państwowej Wyższej Szkoły Aktorskiej w Krakowie.
Od 1940 był partnerem scenicznym Barbary Bittnerówny, od 1946 przez kilka lat także jej pierwszym mężem.
Zmarł w Poznaniu, pochowany 30 września 2003 w grobie rodzinnym na cmentarzu komunalnym Junikowo (pole 12-11-16).

## Ordery i odznaczenia
- Krzyż Kawalerski Orderu Odrodzenia Polski (11 lipca 1955)[3]
- Medal 10-lecia Polski Ludowej (19 stycznia 1955)[4]
- Odznaka honorowa ZAiKS-u (1986)[5]